# Alembic Series I
Der Alembic Series I ist ein in der Basisversion viersaitiges E-Bass-Modell mit massivem Korpus (englisch: Solidbody) und durchgehendem Hals (Neck-thru), das seit 1971 vom US-amerikanischen Musikinstrumentenhersteller Alembic gebaut wird. Bei seiner Markteinführung setzte der Series I neue Maßstäbe hinsichtlich Verarbeitungsaufwand und Klang von E-Bässen. Der Alembic Series I ist das E-Bass-Modell, das durch den Einsatz von aktiver Elektronik bei Tonabnehmern und Klangregelung erstmals High-Fidelity-Klangqualität auf diesem Instrumententyp ermöglichte. Damit war der Series I wegweisend für die weitere Entwicklung des E-Basses; seine Konstruktionsmerkmale fanden zahlreiche Nachahmer und wurden von anderen Herstellern weiterentwickelt. Aufgrund seiner innovativen Merkmale und wegen seines Einflusses wird der Alembic Series I nach dem 1951 von Fender eingeführten Fender Precision Bass gelegentlich als „zweiter Meilenstein“ im E-Bass-Bau bezeichnet.

## Die Geschichte des Alembic Series I

### Vorgeschichte

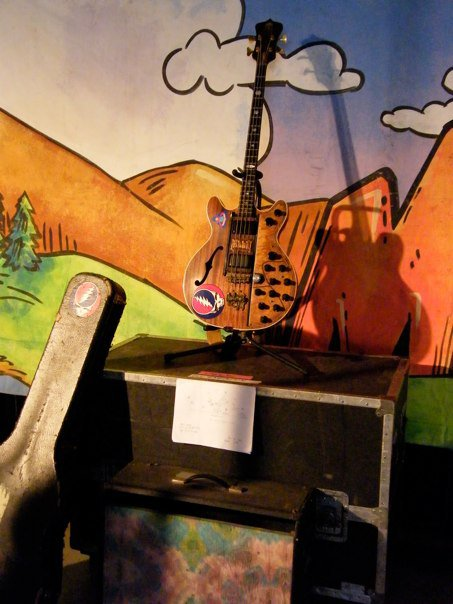
Foto eines „alembizierten“ E-Basses vom Typ Guild Starfire

Seit 1969 hatte sich die Firma Alembic, eine Gitarrenwerkstatt in der Nähe von San Francisco, in kalifornischen Musikerkreisen einen Namen gemacht mit dem Bau von elektromagnetischen Tonabnehmern mit niedriger Impedanz und integriertem Vorverstärker, der eine eigene Stromversorgung benötigte. Mit dieser aktiven Elektronik war es gelungen, den elektrisch verstärkten Klang besonders von E-Bässen deutlich zu verbessern. Einige Bassisten der örtlichen Musikszene hatten Alembic damit beauftragt, solche Tonabnehmer in ihre E-Bässe einzubauen, von den Beteiligten als “Alembicizing” bezeichnet. Zu den Kunden des Unternehmens gehörten in erster Linie Bassisten aus Rockbands wie Phil Lesh von der Band Grateful Dead und Jack Casady von Jefferson Airplane sowie Crosby, Stills and Nash. Die erste von Alembic entwickelte aktive Elektronik wurde im Jahr 1969 in die zwölfsaitige Guild-Westerngitarre von David Crosby eingebaut. Crosby soll dieses modifizierte Instrument bis in die Gegenwart benutzen. Der erste E-Bass, in den die Alembic-Tonabnehmer eingesetzt wurden, war ein Gibson-EB-3-Bass von Phil Lesh. Häufigstes derart „alembiziertes“ E-Bass-Modell war zu Anfang der 1970er-Jahre der Starfire Bass des US-amerikanischen Gitarrenherstellers Guild, ein auf der Konstruktionsform der E-Gitarre Gibson ES-335 fußendes Halbresonanz-Modell.

### Prototyp
Um die von Firmengründer und Elektronik-Fachmann Ron Wickersham entwickelten Alembic-Tonabnehmer testen zu können, hatte der Gitarrenbauer der Firma, der gelernte Tischler und frühere Folk-Gitarrist Rick Turner, im Jahr 1971 für den Jefferson-Airplane-Bassisten Jack Casady den Prototyp eines E-Basses mit aktiver Elektronik (Tonabnehmer und Klangregelung) und mit detailreichen Holzarbeiten gebaut. Das Instrument besteht größtenteils aus den Edelhölzern der Microberlinia (englisch Zebrawood) und der Peltogyne paniculata (Purpleheart) und ist mit Schnitzereien und Intarsien auf Vorder- und Rückseite reich verziert. Das Griffbrett des Prototyps trägt eine großformatige „Lebensbaum“-Intarsie aus Perlmutt. Beide Tonabnehmer des Basses können auf Metallschienen zwischen dem unteren Ende des Griffbretts und dem Steg verschoben werden, um größere Klangvielfalt zu ermöglichen. Turner hatte nach eigener Aussage in die Konstruktion und Gestaltung dieses Einzelstücks wesentlich mehr Aufwand investiert als vorgesehen war: „Es sollte [eigentlich] kein Kunstwerk werden, aber ich habe mich [dazu] hinreißen lassen.“' Der Prototyp für Jack Casady kostete 4000 US-Dollar und bekam später den Namen Alembic #1. Der Erfolg von Turners Arbeitsergebnis gab dem Unternehmen den Anstoß, noch 1971 mit der Serienanfertigung von hochwertigen E-Bässen nach dem Muster des Alembic #1 zu beginnen; eine Modellreihe, die im Jahr 1975 den Modellnamen Alembic Series I bekam.

### Wirtschaftlicher Erfolg
Der kommerzielle Durchbruch Alembics erfolgte im Sommer 1973. Das Rolling Stone Magazine hatte in seiner Rubrik Pro Audio positiv über das Unternehmen und sein E-Bass-Modell berichtet. Der zweiseitige Artikel von Rolling-Stone-Autor Charles Perry mit dem Titel Die Klanghexer im Dienst von Grateful Dead stellte das Alembic-Team als „sympathische, talentierte Hippies“ mit mangelndem Geschäftssinn dar. Der Artikel weckte das Interesse des Vertriebsunternehmens L.D. Heater aus Portland, Oregon. L.D. Heater war ein Tochterunternehmen des Musikinstrumenten-Konzerns Norlin, in dessen Besitz zu dieser Zeit neben einigen anderen Unternehmen der Branche auch der US-Musikinstrumentenhersteller Gibson war. Die erste Bestellung des Vertriebsunternehmens bei Alembic umfasste 50 Series-I-E-Bässe, was dem Gitarrenbau-Unternehmen die Gelegenheit gab, zu expandieren und in die Anschaffung neuer Maschinen zu investieren. L.D. Heater übernahm die Aufgaben Vertrieb, Werbung sowie die Schulung von Verkaufspersonal.
Die Nachfrage nach dem Alembic-Bass stieg weiter, als der prominente Jazz- und Fusion-Bassvirtuose Stanley Clarke ebenfalls 1973 von einem Gibson-E-Bass zu einem Series I wechselte und so die Bekanntheit der Marke steigerte. Die Produktion wurde auf 25 Instrumente im Monat erhöht, die überwiegende Mehrheit davon E-Bässe des Typs Alembic Series I (zum Vergleich: Im Jahr 2005 fertigte Alembic monatlich 1.500 Instrumente).

### Ausstattung und Verkaufspreis
Durch den hohen Aufwand bei Material und Herstellung zählten die Alembic-Bässe in den 1970er-Jahren zu den teuersten ihrer Zeit. Im Jahr 1975 kostete der Series I im Handel 1.250 US-Dollar – der Preis des Spitzenmodells vom Mitbewerber Fender lag im selben Jahr bei etwa 430 Dollar. Durch Sonderanfertigungen auf Kundenwunsch konnte sich der Kaufpreis eines Alembic-E-Basses bereits in den 1970er-Jahren bis auf mehrere tausend Dollar erhöhen. Der Großhandelspreis für einen Series I in seiner viersaitigen Basisversion belief sich im Jahr 2008 auf 14.800 US-Dollar; mit Sonderausstattungen (Ausführungen mit fünf oder mehr Saiten, Edelhölzer und andere Ausstattungsmerkmale) kann der Preis für ein einzelnes Instrument auf über 20.000 Dollar ansteigen. Daneben hatte Alembic bereits Ende der 1970er-Jahre mit der Distillate-Serie eine Reihe weniger aufwändig produzierter E-Bässe vorgestellt, die zu etwas günstigeren Preisen angeboten wurden.
Noch im selben Jahr wie das erste Serienmodell stellte Alembic dessen Schwestermodell vor, das später als Series II bezeichnet werden sollte. Die Konstruktionsweise und Ausstattung beider Versionen ist weitgehend identisch; der Series II ist jedoch darüber hinaus mit einer erweiterten Reglereinheit ausgestattet, die Musikern zusätzliche Möglichkeiten der Klangeinstellung gibt. Beide Series-Modelle blieben für etwa 15 Jahre die einzigen E-Bässe von Alembic. Erst im Jahr 1986 folgte ein weiteres Modell, der E-Bass Europa. Series I und II werden von Alembic bis in die Gegenwart in zahlreichen Varianten und zur Gänze im kalifornischen Santa Rosa in den USA hergestellt. Um auch den Benutzern von E-Bässen anderer Marken die erweiterten Klangmöglichkeiten der firmeneigenen Elektronik zugänglich zu machen, bietet Alembic seit dem Jahr 1980 einen Activator genannten Bausatz an, mit dem sich Instrumente anderer Hersteller bei baulicher Eignung mit der Series-I-Ausstattung – Tonabnehmer und Klangregelung – nachrüsten lassen.

### Einfluss auf andere Hersteller
Der Alembic Series I war nicht nur der erste E-Bass mit aktiven Tonabnehmern und Klangregelung, auch die Konstruktion des mehrstreifigen durchgehenden Instrumentenhalses war eine Neuheit. Zuvor hatten nur die Firmen Rickenbacker mit den Modellen 4000 und 4001 (seit 1957) sowie Gibson mit dem Thunderbird (seit 1963) E-Bässe mit durchgehendem – jedoch nicht mehrstreifigem – Hals im Programm. Auch die großzügige Verwendung von Edelhölzern war bei E-Bässen ein Novum. Alembics Erfolg mit diesen innovativen Konstruktionsformen, der mit dem Series I begonnen hatte, veranlasste seit etwa Mitte der 1970er-Jahre einige andere Hersteller von E-Bässen dazu, das Alembic-Design in mehr oder weniger stark abgewandelter Form zu übernehmen und teilweise auch weiterzuentwickeln. Darunter befanden sich Bass-Modelle, die zu weitaus günstigeren Preisen als die Vorlage angeboten wurden. Zu den bekanntesten zählen der Musician-E-Bass, der ab den späten 1970er-Jahren vom japanischen Hersteller Ibanez verkauft wurde und der durch den Bassisten Sting der englischen Pop-Band The Police einige Bekanntheit erlangte, sowie das zur gleichen Zeit vorgestellte Modell SB1000 der ebenfalls japanischen Marke Aria. Kleinere Hersteller, die vom Alembic-Design beeinflusst wurden, sind die Firma Modulus, die begonnen hatte als Lieferant von Kohlenstofffaser-Instrumentenhälsen (unter anderem an Alembic) und das britische Unternehmen John Diggins („JD“), dessen E-Bass-Modell Jaydee Supernatural Classic von 1978 unter anderem vom Bassisten Mark King der Popgruppe Level 42 gespielt wurde. Besonders die von Alembic mit dem Series I eingeführte aktive Elektronik, die das Klangspektrum von E-Bässen deutlich erweitert, bewährte sich und initiierte ein neues Marktsegment: „Aktiv-E-Bässe“ werden bis in die Gegenwart von einer Vielzahl von Herstellern angeboten. Ein Beispiel dafür ist die Firma Music Man, deren 1976 eingeführtes E-Bass-Modell StingRay zu einem Erfolg wurde, der bis heute anhält. Ein deutsches Unternehmen, dessen E-Bässe in Konstruktion, Design und Klang von Alembic beeinflusst sind, ist die Firma Löwenherz. Deren gleichnamiger im Jahr 2004 vorgestellter viersaitiger E-Bass ist deutlich an den Alembic Series I angelehnt und in einigen Merkmalen weiterentwickelt.

## Konstruktion des Alembic Series I
Die charakteristischen Merkmale des Alembic Series I sind eine für die Maßstäbe des Gitarrenbaus besonders detailreiche Konstruktion aus hochwertigen Bauteilen sowie die Verwendung einer in die Instrumente integrierten aktiven Elektronik mit komplexen Regelmöglichkeiten für die Klangformung.
Die für den Bau von Alembic-Instrumenten verwendeten Hölzer werden vor ihrer Verarbeitung jahrelang solange zum Durchtrocknen gelagert, bis sie einen durchschnittlichen Feuchtigkeitsgehalt von etwa sieben Prozent haben. Dabei werden unterschiedliche Holzsorten stets gemeinsam gelagert, um einen gleichmäßigen Trocknungsgrad erzielen zu können. Beim Trocknungsprozess wird berücksichtigt, dass den verwendeten Hölzern durch deren Verleimung bei der Verarbeitung erneut Feuchtigkeit hinzugefügt wird.

### Hals und Kopfplatte

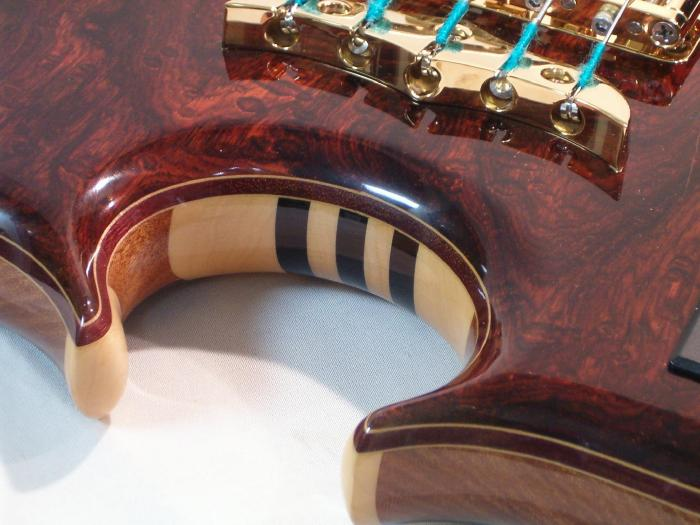
Die schichtweise Verleimung mehrerer Holzarten führte zum Beinamen „Hippie Sandwich“ für Alembic-Instrumente. Foto eines fünfsaitigen Sondermodells, Detail des unteren Korpusrandes mit Ausfräsung in „Omega (Ω)“-Form. Am oberen Bildrand Messing-Saitenhalter und -Steg des Basses

Sowohl Korpus als auch Hals des Series I werden aus einer Vielzahl einzelner Werkstücke zusammengesetzt, die aus mehreren unterschiedlichen Holzarten bestehen.

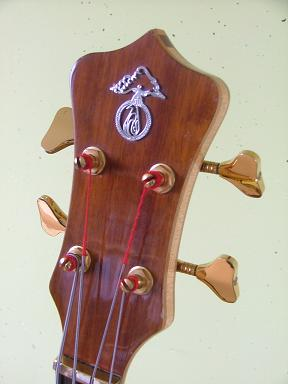
Kopfplatte eines Series I E-Bass mit Furnier aus Mahagoni, vergoldeten Stimmmechaniken und Alembic-Signet

Der durch den gesamten Instrumentenkorpus durchgehende Hals (engl.: Neck-thru) besteht bei der viersaitigen Standardversion des Series I aus drei Streifen hellen Ahornholzes (Maple) und zwei Streifen der dunkelrot bis violett getönten Holzart Amaranth (Purpleheart), die abwechselnd miteinander verleimt werden. Laut Aussage der Firmen-Mitgründerin Susan Wickersham kommen für die Halskonstruktion auch Kirschbaumholz (Cherry) und Birkenholz (Birch) zum Einsatz. Bei Sonderanfertigungen mit mehr als vier Saiten, die einen breiteren Instrumentenhals benötigen, wird die Zahl der Holzstreifen entsprechend erhöht (siehe Foto rechts). Dieses Laminat hat den Zweck, dem Hals besondere Steifigkeit zu geben und so eine gleichmäßige Tonbildung zu gewährleisten. Das auf den Hals aufgeleimte, 24 Bünde tragende Griffbrett des Series I ist aus Ebenholz und hat als Bundmarkierer elliptisch geformte Einlagen (Intarsien) unterschiedlicher Größe und Gradation aus Perlmutt. Der Hals ist mit zwei innenliegenden Halsspannstäben ausgestattet, die am korpusseitigen Ende des Halses eingestellt werden können.
Laut Alembic-Gitarrenbauer Rick Turner ist diese aus harten Hölzern bestehende starre Konstruktionsweise das tragende Element für den brillanten, höhenreichen Klang des Instruments mit langer Ausschwingdauer der Saiten (engl.: Sustain). Für die mehrstreifige Halskonstruktion ließ sich Turner durch die Bauweise von Banjos aus dem frühen 20. Jahrhundert inspirieren. Die im Umriss achsensymmetrisch zur Mittellinie des Halses aufgebaute Kopfplatte des Alembic Series I besteht aus elf schichtweise miteinander verleimten Holzbauteilen. Den Kern der Kopfplatte bildet das Laminat des durchgehenden Instrumentenhalses, auf dessen Vorder- und Rückseite je fünf Lagen Furnierholz aufgeleimt werden. Das Resultat ist eine besondere Steifigkeit der Halskonstruktion, die sich positiv auf die Ausschwingdauer der Saiten auswirkt. Um einen gleichmäßig hohen Andruck der Saiten auf den Sattel zu gewährleisten, ist die Kopfplatte des Series I leicht zur Rückseite des Halses angewinkelt.
Im Jahr 1976 baute Alembic für den Fleetwood-Mac-Bassisten John McVie ein Sondermodell mit kurzer Mensur (Shortscale) und mit durchgehendem Hals aus Kohlenstofffaser. Aufgrund des positiven, jedoch im Vergleich zu Halskonstruktionen aus Holz leicht abweichenden Klangergebnisses wurde in den Jahren 1976 bis 1985 eine größere Anzahl der Series-Bässe abweichend von der ursprünglichen Konstruktionsform mit Instrumentenhälsen aus Kohlenstofffaser hergestellt; ein Material, das bei geringerem Gewicht noch höhere Steifigkeit aufweist als die zuvor und danach verwendete mehrstreifige Holzkonstruktion. Lieferant der Bauteile war die Firma Modulus Graphite, die später mit dem Verkauf eigener E-Bässe als Alembic-Konkurrent auftreten sollte. Auch einige weitere E-Bass- und E-Gitarren-Hersteller übernahmen in den 1980er-Jahren diese Bauform.

### Instrumentenkorpus

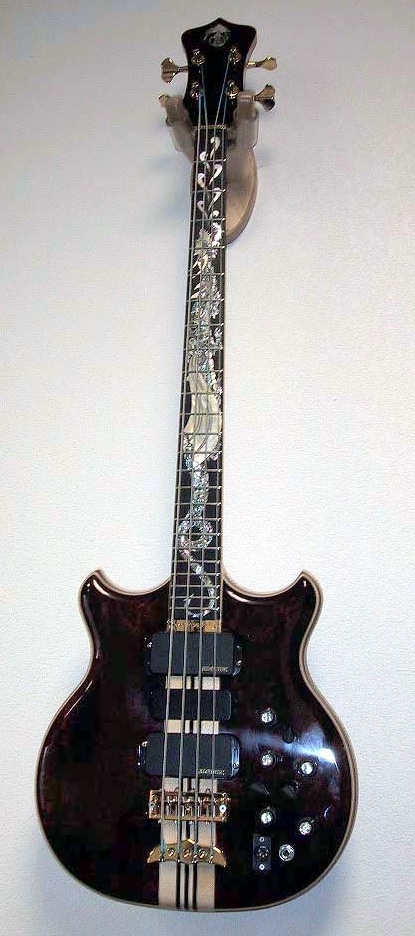
Sonderanfertigung „Dragon’s Breath“ („Drachen-Atem“) eines Alembic Series II für den Bassisten Stanley Clarke, mit besonders aufwändigen Griffbrett-Intarsien

Ebenfalls in mehrlagiger „Sandwich“-Bauweise konstruiert sind die beiden Korpusflügel, die links und rechts an die Halskonstruktion angeleimt werden. Beide Korpusflügel haben je einen Einschnitt (engl.: Cutaway) am unteren Griffbrett-Ansatz, um das Greifen hoher Tonlagen zu erleichtern. Der Kern beider Korpusflügel besteht aus je einem Mahagoni-Brett. Darauf wird oben und unten ein jeweils zweilagiges Trennfurnier aus Ahorn- und Walnussholz verleimt, auf das abschließend die Teile von Instrumentendecke und Boden aufgeleimt werden. Bei Decke und Boden besteht für Kunden die Wahlmöglichkeit zwischen ausgesuchten Tropenhölzern wie zum Beispiel Bubinga oder Cocobolo oder anderen Hölzern mit teils besonders intensiver Maserung. Kundenbedürfnisse werden ebenfalls berücksichtigt bei Korpus-Umriss, Halsprofil, Mensur, Anzahl der Saiten und beim Wunsch nach etwaigen dekorativen Intarsien in Korpus-Oberflächen und Griffbrett. Die Instrumentenbauer von Alembic lassen sich darüber hinaus regelmäßig Freiheiten bei der Wahl der Hölzer für die Korpusflügel, so dass viele unterschiedlich aussehende Varianten des Bass-Modells existieren.
Um die optische Wirkung der Hölzer nicht zu beeinträchtigen, sind die Oberflächen der Holzbauteile des Alembic Series I in der Regel nicht mit deckenden Lacken, sondern fast ausschließlich mit farblosem oder lasierendem Klarlack überzogen; in den meisten Fällen wird ein Hochglanz-Polyesterlack für den Korpus und ein seidenmatter Klarlack für die Rückseite des Halses verwendet. Ein Nebeneffekt der harten Holzsorten ist das für einen viersaitigen E-Bass vergleichsweise hohe Gewicht von fünf Kilogramm. Ein Nachteil der von Alembic praktizierten Kombination eines verhältnismäßig kleinen Korpus mit relativ schwerem Instrumentenhals und -kopfplatte bei einem E-Bass mit Longscale-Mensur ist eine leichte Kopflastigkeit des Alembic Series I: Das an einem Tragegurt umgehängte Instrument rutscht durch die Gewichtsverteilung von selbst in eine tendenziell ungünstigere horizontale Position vor dem Körper des Spielers.
In den frühen Versionen hat das Alembic-Modell am Korpusfuß eine kleine spitz zulaufende Ausformung (Firmenbezeichnung: Standard Point). Dieses Design-Merkmal wurde eingeführt, um ein Abstellen der Instrumente auf dem Fußboden zu erschweren. Zuvor hatte Alembic zahlreiche Reparaturaufträge für Instrumente mit beschädigter oder abgebrochener Kopfplatte bekommen; Schäden, die daraus resultierten, dass aufrecht auf dem Boden abgestellte und gegen einen Instrumentenverstärker, eine Wand oder ähnliches gelehnte E-Bässe versehentlich umgefallen waren. Mit der Spitze am unteren Rand des Korpus wollte die Firma Alembic-Benutzer dazu zwingen, ihre wertvollen Instrumente in Gitarrenständern abzustellen, die ein versehentliches Umfallen verhindern. Spätere Alembic-Modelle weisen davon abweichende Korpusformen auf – so zum Beispiel die Standard-Omega-Form (siehe nebenstehendes Foto) – die diese Funktion nicht oder weniger effektiv erfüllen. Neben Point- und Omega-Design zählt die Alembic-Korpusform Small Standard besonders bei Instrumenten mit kurzer Mensur zu den am weitesten verbreiteten (siehe Foto links).

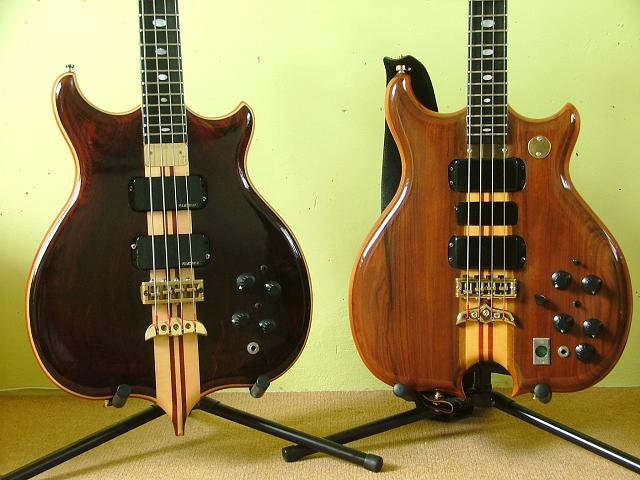
Zwei viersaitige E-Bässe der Marke Alembic. Auf dem rechten Instrument, ein Alembic Series I mit Standard-Omega-Korpusform sind die Regler und Buchsen der Elektronik gut zu erkennen. Das linke Instrument mit Standard-Point-Korpus ist ein Signature-Modell des englischen Bassisten Mark King

### Metallbauteile und Elektronik
Um einen brillanten, höhenreichen Klang zu fördern, wird für die Metallteile des Alembic Series I, die direkten Kontakt zu dessen Saiten haben – Sattel, Steg und Saitenhalter – in Form gegossenes Messing verwendet. Die gekapselten Stimmmechaniken in „2:2“-Anordnung (bei der viersaitigen Version; je zwei Mechaniken pro Seite) an der Kopfplatte des Series I sind verchromt oder vergoldet und stammten in früheren Versionen des Modells vom deutschen Hersteller Schaller, später von der US-Firma Gotoh.
Die Elektronik des Series-I-E-Basses besteht aus zwei aktiven elektromagnetischen Tonabnehmern mit integrierten Vorverstärkern, einer ebenfalls aktiven Reglereinheit für Klang und Lautstärke sowie zwei Buchsen für Steckverbindungen. Ein Vorteil der aktiven Klangregelung ist, dass auch bei den auf großen Bühnen häufig verwendeten langen Gitarrenkabeln (sechs Meter und mehr) die auftretende Verminderung des Frequenzumfangs des übertragenen Signals („Höhenverlust“) durch die Anhebung der hohen Frequenzanteile direkt am Instrument kompensiert werden kann.
Die beiden Tonabnehmer sind Modelle mit niedriger Impedanz („niederohmig“) in Einzelspulenbauweise (engl.: Single Coil). Der niedrige ohmsche Widerstand der Spulen führt zu einem klareren, „schärferen“ aber leiseren Ton als bei hochohmigen Tonabnehmern. Die Single Coils verfügen über je einen in den Bass eingebauten, zwischen Tonabnehmer und Lautstärkeregler geschalteten Vorverstärker. Dieser kompensiert die niedrige Ausgangsspannung der Tonabnehmer und gewährleistet einen bei jeder Wiedergabe-Lautstärke gleichbleibenden Frequenzgang des Tons. Um störende Nebengeräusche durch elektrische Einstreuungen auszuschalten, ist das Instrument mit einer zusätzlichen, phasengedrehten Kompensations-Spule ausgestattet, die in einem eigenen Gehäuse zwischen den beiden Tonabnehmern in die Instrumentendecke montiert wird. Diese „Dummy“-Spule funktioniert auf dieselbe Weise wie der doppelspulige Tonabnehmer-Typ Humbucker – durch gegenläufige Wicklung des Kupferdrahtes der Spule und durch ein Magnetfeld, das gegenüber den beiden Single-Coil-Tonabnehmern umgedrehte Polarität hat.
Die in einem Korpusfach im rechten Unterbug des Korpus untergebrachte Reglereinheit, mittels derer sich der Klang präzise abgestimmt einstellen lässt, umfasst einen Lautstärkeregler für jeden der beiden Tonabnehmer sowie eine aufwändige Klangregelung. Letztere besteht aus je einem Tiefpassfilter pro Tonabnehmer, der zusätzlich mit einem dreistufigen Kippschalter zur Frequenzumschaltung ausgestattet ist. Dort befinden sich auch die Buchsen für die Steckverbindungen mit XLR-Stecker (externe Stromversorgung) und Klinkenstecker (Instrumentenkabel für den Anschluss des Instruments an einen Bassverstärker). Ein dreistufiger Drehschalter mit „Chickenhead“-Drehknopf für die Tonabnehmer-Anwahl ist in einem separaten Korpusfach im rechten Oberbug des Basses untergebracht.
Die aktive Elektronik des Series I kann wahlweise über ein extern an das Instrument anzuschließendes Netzteil oder über eine in den Korpus des Basses eingesetzte 9-Volt-Blockbatterie mit Spannung versorgt werden.

## Der Alembic Series I in der Musik
Der Series I produziert, an einen Bassverstärker angeschlossen, einen Ton, der das gesamte diesem Instrumententyp zur Verfügung stehende Klangspektrum in hoher Qualität abbildet – von Tiefbässen bis zu feinen Klangdetails in den hohen Lagen und in den Obertönen. Diese Neuerung ermöglichte Bassisten ein nuancierteres, facettenreicheres Spiel als auf E-Bässen mit passiver Elektronik möglich ist. Damit trug der Alembic Series I entscheidend dazu bei, dass sich die Rolle von Bassisten in Bands von der des reinen Begleitmusikers zu der eines eigenständigen Solisten wandeln konnte.

### Stanley Clarke und der Series I

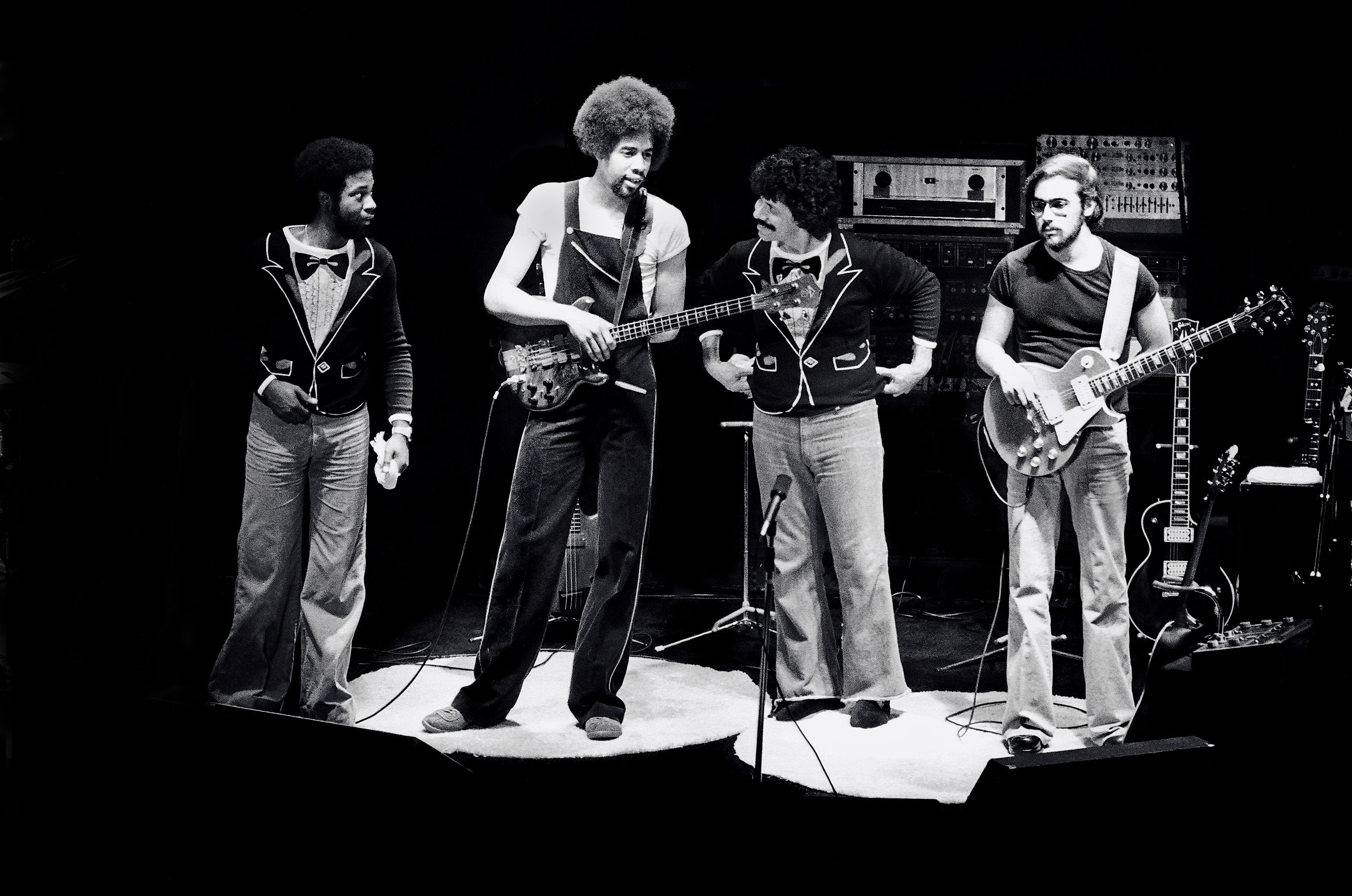
Der Bassist Stanley Clarke (2. von links) mit Alembic Series I in der Fusion-Band Return to Forever, 1976

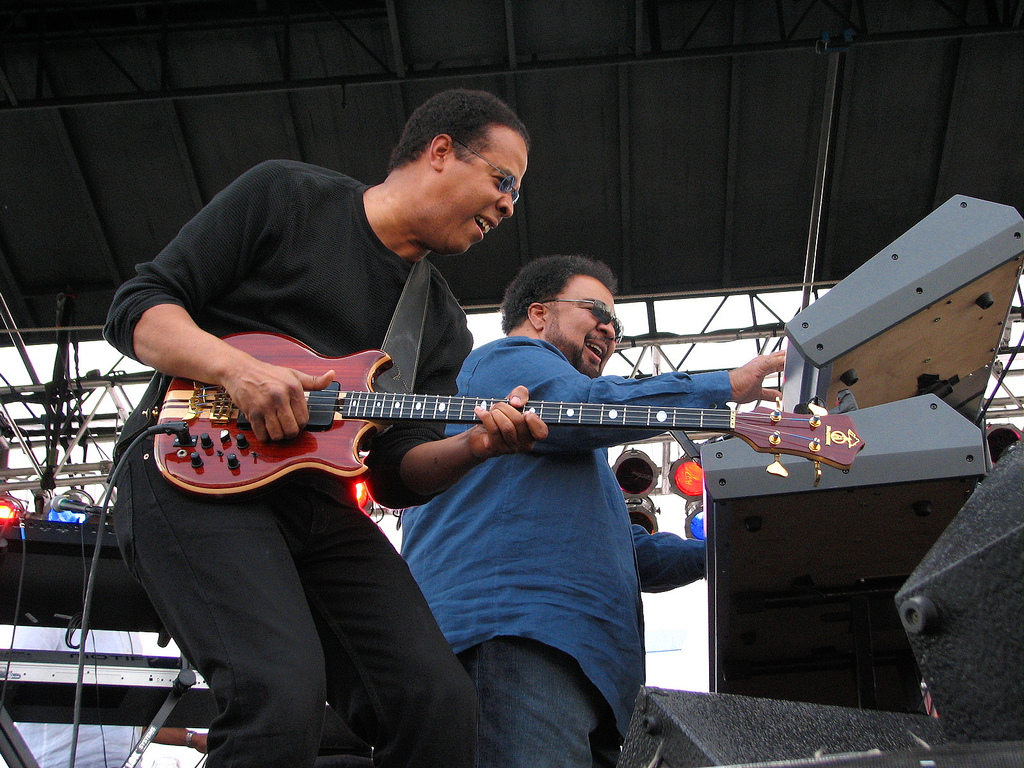
Stanley Clarke (vorne) mit Alembic-Bass bei einem Live-Auftritt, 2006. Hinten der Keyboarder George Duke

Eine besondere Rolle für den Bekanntheitsgrad von Alembic-E-Bässen spielt der populäre US-amerikanische Jazz- und Fusion-Bassist Stanley Clarke. Clarke benutzt seit dem Jahr 1973 Bässe von Alembic und war einer der ersten Musiker, die das damals neuartige High-Fidelity-Klangspektrum von E-Bässen durch erweiterte Spieltechnik (Tapping, Slapping) ausreizten. Im Rahmen eines Bühnenauftritts der Band Return to Forever hatte der als Zuhörer anwesende Rick Turner von Alembic den Klang von Clarkes Instrument kritisiert und dem Bassisten ein mitgebrachtes Exemplar des Series I überreicht. Laut Aussage Clarkes, der zuvor einen Gibson EB-2-E-Bass gespielt hatte, ermöglichte ihm das erweiterte Alembic-Klangspektrum „plötzlich alles zu spielen was ich im Kopf hörte“. Auf der Vorderseite der Hülle seines zweiten Solo-Albums Stanley Clarke von 1974 ließ sich der Bassist mit seinem Alembic-Bass abbilden. Der Bekanntheitsgrad Clarkes und seine virtuose Nutzung der klanglichen Möglichkeiten des Series-I-E-Basses trugen wesentlich zu Beliebtheit und Nachfrage nach dem Alembic-Modell bei. Clarke spielt bis in die Gegenwart Sondermodelle des Series I mit verkürzter Mensur. Um seinen typischen “Lead-Bass-Sound” erzielen zu können, stimmt er die Saiten seiner Alembic-Bässe höher als die Standardstimmung für viersaitige E-Bässe in Quarten, ,E-,A-D-G. Nach über zehn Jahren mit seinem ersten Alembic-Instrument wurden Clarke von der Firma in den späten 1980er-Jahren zwei auf dem Series I aufbauende Signature-Modelle gewidmet (siehe Foto rechts), der Stanley Clarke Standard (1988) und der Stanley Clarke Deluxe (1990). Aufgrund deren kurzer Mensur und wegen der höher gestimmten Saiten bezeichnet der Bassist beide Modelle als „Tenor-Bass“.

### Weitere prominente Bassisten mit Alembic Series I

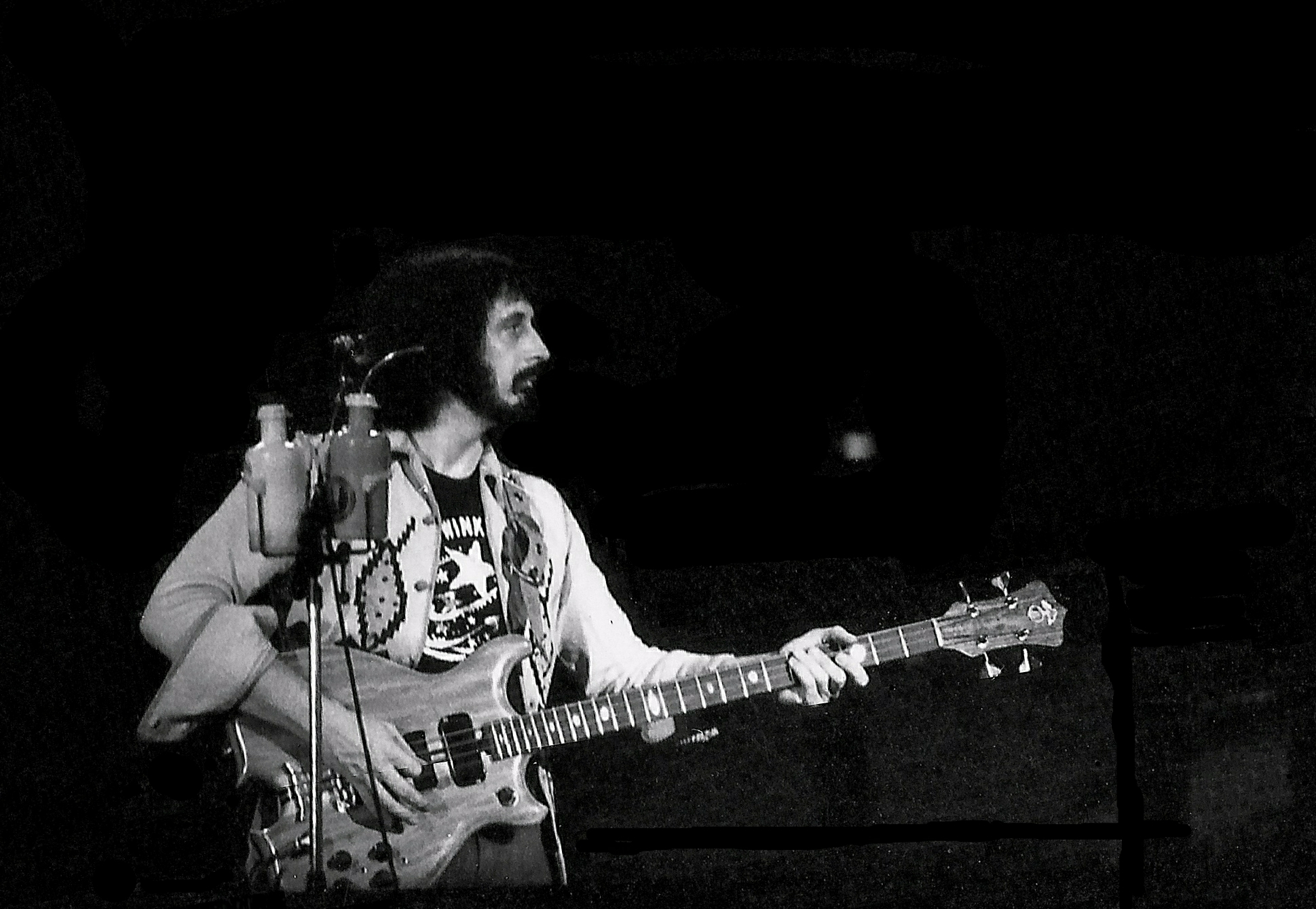
John Entwistle (The Who) mit einem Alembic Series I bei einem Bühnenauftritt im Jahr 1976

Der Alembic Series I wurde und wird von einigen weiteren prominenten Bassisten eingesetzt. John Entwistle von der englischen Rockband The Who, in dessen umfangreicher E-Bass-Sammlung sich mehrere Exemplare befanden, spielte in den 1970er-Jahren regelmäßig den Series I, bis ihm Alembic 1981 drei Sondermodelle nach seinen Vorgaben anfertigte (laut Alembic-Mitgründerin Susan Wickersham besaß Entwistle insgesamt 15 Exemplare des Modells Alembic Series II). Greg Lake, Bassist der Supergroup Emerson, Lake and Palmer, bekam etwa 1976 eine Sonderanfertigung mit acht doppelchörig angelegten Saiten und mit reich verziertem Griffbrett. Auch Mark King, Bassist von Level 42, spielte eine Spezialanfertigung des Series I und bekam darüber hinaus von Alembic zwei Signature-Modelle mit den Bezeichnungen Mark King Standard und Mark King Deluxe gewidmet, bevor er zu einem ähnlich aufwändig gestalteten Instrument eines britischen Bass-Herstellers wechselte.